# Inline-Speedskating-Weltmeisterschaften 1995
Die Inline-Speedskating-Weltmeisterschaften 1995 wurden vom 9. bis 16. November 1995 im australischen Perth ausgetragen.

## Frauen
| Distanz                | Gold                                                      | Silber               | Bronze                |
| Bahn                   | Bahn                                                      | Bahn                 | Bahn                  |
| ---------------------- | --------------------------------------------------------- | -------------------- | --------------------- |
| 300 m Einzelsprint     | Valentina Belloni                                         | Nora Vega            | Desley Hill           |
| 500 m Sprint           | Julie Brandt                                              | Cheryl Ezzell        | Ya-Wen Chen           |
| 1500 m Sprint          | Cheryl Ezzell                                             | Theresa Cliff        | Elisabetta Giorgini   |
| 3000 m Massenstart     | Theresa Cliff                                             | Cheryl Ezzell        | Simona Vesprini       |
| 5000 m Punkte          | Cheryl Ezzell                                             | Vicci King           | Antonella Mauri       |
| 10000 m Ausscheidung   | Theresa Cliff                                             | Debra Beveridge      | Marcela Caceres       |
| 5000 m Staffel         | Vereinigte Staaten Theresa Cliff Cheryl Ezzell Vicci King | Kolumbien 1          | Australien 2          |
| Straße                 |                                                           |                      |                       |
| 300 m Einzelsprint     | Desley Hill                                               | Nora Vega            | Valentina Belloni     |
| 500 m Sprint           | Valentina Belloni                                         | Julie Brandt         | Cheryl Ezzell         |
| 1500 m Sprint          | Sandrine Plu                                              | Eva Maria Richardson | Simona Vesprini       |
| 3000 m Massenstart     | Cheryl Ezzell                                             | Sandrine Plu         | Isabel Cristina Henao |
| 5000 m Punkte          | Theresa Cliff                                             | Marcela Caceres      | Sandrine Plu          |
| 10000 m Ausscheidung   | Cheryl Ezzell                                             | Sandrine Plu         | Antonella Mauri       |
| Langstrecke            |                                                           |                      |                       |
| 21097,5 m Halbmarathon | Hilde Goovaerts                                           | Cheryl Ezzell        | Tina Bosica           |

- Für die Staffel in Frage kommende Sportler (drei Frauen)
  - 1 Bibiana Calle, Isabel Cristina Henao, Lina Zapata, Anna Maria Reyes
  - 2 Desley Hill, Brietta Patman, Debra Beveridge, Carly Coyne, Michelle Reeves, Laura Stoker

## Männer
| Distanz              | Gold                                           | Silber                   | Bronze                                              |
| Bahn                 | Bahn                                           | Bahn                     | Bahn                                                |
| -------------------- | ---------------------------------------------- | ------------------------ | --------------------------------------------------- |
| 300 m Einzelsprint   | Ippolito Sanfratello                           | Alessio Gaggioli         | Anthony Dodd                                        |
| 500 m Sprint         | Ippolito Sanfratello                           | Julian Fernandez         | Juan Gutiérrez                                      |
| 1500 m Sprint        | Chad Hedrick                                   | Jorge Botero             | Bradley Ling                                        |
| 5000 m Massenstart   | Derek Downing                                  | Jorge Botero             | Marco Giannini                                      |
| 10000 m Punkte       | Chad Hedrick                                   | Jorge Botero             | Christopher Luxton                                  |
| 20000 m Ausscheidung | Christopher Luxton                             | Josè Fernando Bustamanti | Danilo Vidal                                        |
| 10000 m Staffel      | Vereinigte Staaten 1Chad Hedrick Derek Downing | Italien 2                | Spanien Carlos Lamberto Sergio Ugarte Pablo Ascunce |
| Straße               |                                                |                          |                                                     |
| 300 m Einzelsprint   | Derek Downing                                  | Carlos Alberto Penagos   | Anthony Dodd                                        |
| 500 m Sprint         | Ippolito Sanfratello                           | Brayden Jones            | Anthony Dodd                                        |
| 1500 m Sprint        | Derek Parra                                    | Ippolito Sanfratello     | Jorge Botero                                        |
| 5000 m Massenstart   | Scott Hiatt                                    | Jorge Botero             | Marco Giannini                                      |
| 10000 m Punkte       | Chad Hedrick                                   | Jorge Botero             | Guillermo Trinaroli                                 |
| 20000 m Ausscheidung | Chad Hedrick                                   | Jorge Botero             | Marco Giannini                                      |
| Langstrecke          |                                                |                          |                                                     |
| 42195 m Marathon     | Chad Hedrick                                   | Armando Capannolo        | Alain Nègre                                         |

- Für die Staffel in Frage kommende Sportler (drei Männer)
  - 1 Scott Hiatt, Tony Muse, Derek Parra, Keith Turner
  - 2 Ippolito Sanfratello, Armando Capannolo, Alessio Gaggioli, Marco Giannini, Massimiliano Presti, Massimiliano Sorrentino, Fabio Trovato